# Bidi
Pour l’article homonyme, voir Bidi (homonymie).

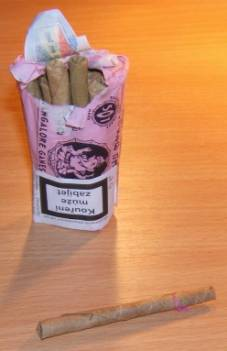
Un paquet de bidis 501 Mangalore Ganesh Beedies.

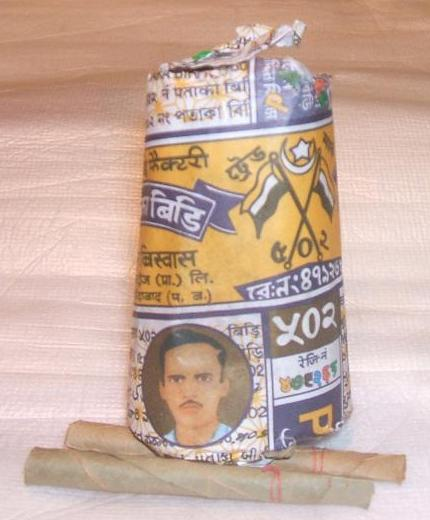

Une bidi (बीड़ी, ou biri, parfois beedi, beedie selon l'orthographe anglaise) est un type de cigarette (aussi parfois considéré comme un cigarillo) indienne en forme de cône. Une bidi est constituée de tabac haché, séché et non traité entouré d'une feuille de tendu ou kendu couleur sépia (arbuste tropical qui croît naturellement dans les forêts indiennes). Le nom provient du mot beeda, désignant en marwari un mélange de noix de bétel, d'herbes et d'épices, roulé dans une feuille.

## Histoire
La bidi a été inventée lors de la culture du tabac au XVIIe siècle dans le Gujarat, en Inde. Les ouvriers travaillant dans le champ de tabac avaient l'habitude de rouler les restes de tabac dans les feuilles de l'arbre Astra et de fumer pendant leur temps libre.

## Description

### Produit
Les bidis ont l'autre particularité d'être maintenues par un fil de coton dont la couleur varie en fonction de la marque mais également en fonction de la saveur de la bidi. Ainsi, les bidies maintenues par un fil noir/bleu-marine sont généralement plus fortes que celles maintenues par un fil rose, plus répandues.
L'odeur de la bidi rappelle celle de l'eucalyptus mais l'arbre dont elle est issue est d'une espèce différente (Diospyros melanoxylon).
Les paquets comportent généralement 20 cigarettes et coûtent environ 25 centimes d'euros (20 à 25 roupies indiennes).

### Production et consommation
Dans le sous-continent indien, les bidi sont fumées presque exclusivement par les hommes appartenant aux castes les plus défavorisées. Fabriquées principalement en Inde et presque toujours à la main, les bidis sont de nos jours exportées dans le monde entier.
On peut considérer le cheroot comme un analogue du bidis : le cheroot est un cigare roulé dans une feuille du même nom. Il contient souvent divers ingrédients comme de l'alcool de riz, de la pulpe de tamarin, du sucre ou de la mélasse, des épices, des fruits secs, etc.
Entre 1997 et 1998, 1 100 tonnes de bidis ont été exportés pour une valeur de 6,5 millions de dollars vers 36 pays dont les États-Unis, Singapour, Afghanistan, l'Arabie Saoudite, les Émirats arabes unis.

### Marques
Les 501 produites par Mangalore Ganesh Beedies seraient les bidis les plus répandues.
Plus rares, les Special Telephone Bidies ont une saveur beaucoup plus prononcée, ce qui fait qu'elles seraient moins appréciées.

## Danger

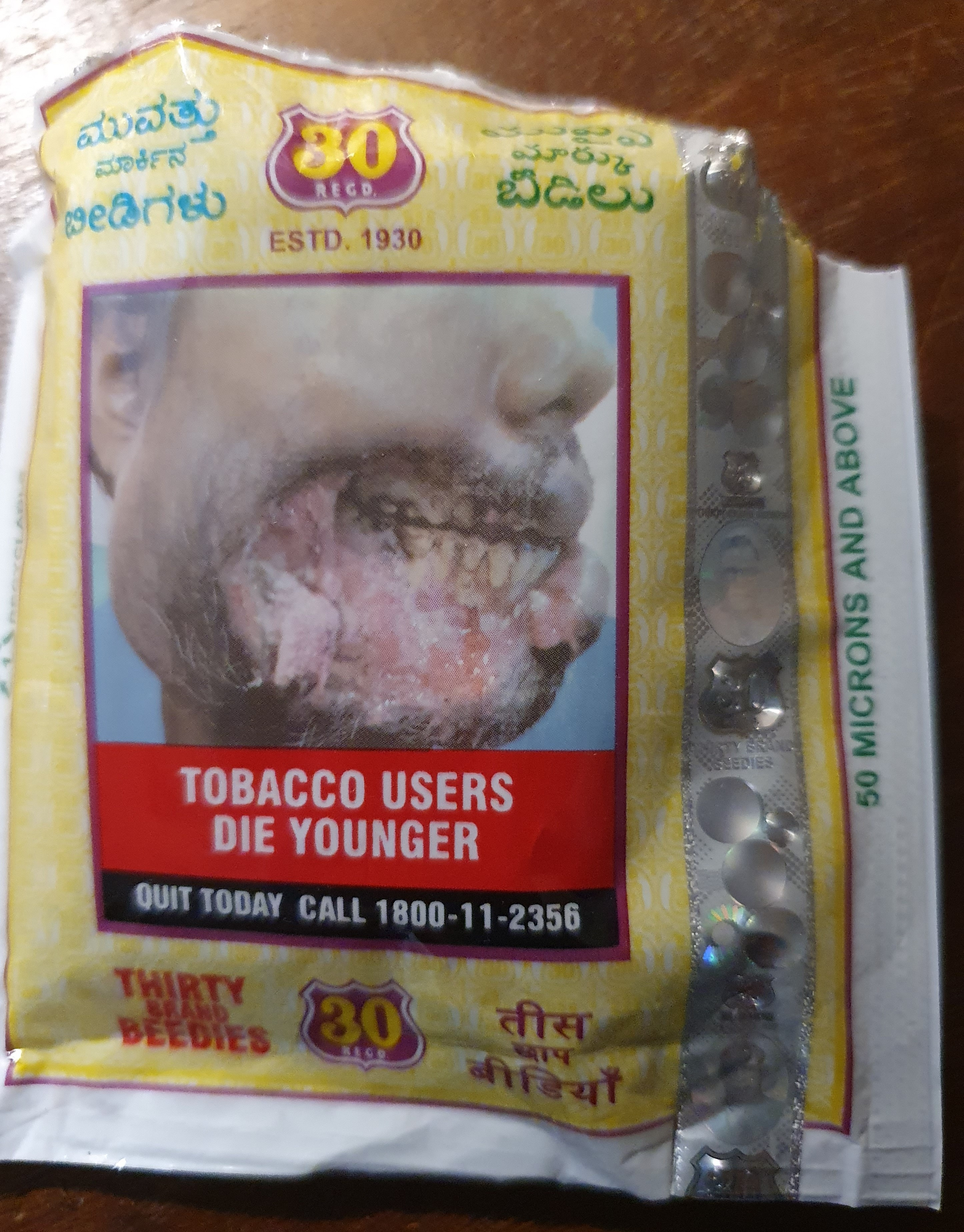

Selon plusieurs études, la teneur en nicotine et en goudron des bidis est égale ou supérieure à celle des cigarettes conventionnelles. Comme pour les cigarettes « sans additifs », il est donc faux de penser que ces cigarettes indiennes sont moins nocives. Elles sont d'ailleurs interdites de vente en France (les beedies furent mises en vente dans les bureaux de tabac au début des années 1980).
Comme pour les cigarettes de l'industrie l'emballage comprend un visuel liée au danger du tabac. Selon des parlementaires du Baharatiya Janata Party (parti nationaliste hindou), la relation de causalité entre bidis et cancer n'est pas prouvée scientifiquement. Cet argument est soutenu par le parlementaire Shyama Charan Gupta qui est également l'un des fabricants de ces cigarettes.
De l'autre côté des militants comme le chercheur Prakash Gupta trouvent que ce type de cigarette est dangereux vu que les inhalations sont plus fréquentes et plus profondes. Selon les chiffres officiels, plus que 900 000 Indiens meurent chaque année à cause du tabac.